# Flor e o Beija-Flor
"Flor e o Beija-Flor" é uma canção da dupla sertaneja Henrique & Juliano, com participação da cantora e compositora brasileira Marília Mendonça. Foi lançada em 2015 como um dos singles do álbum Novas Histórias.

## Composição
"Flor e o Beija-Flor" é uma das composições de Marília Mendonça ao lado de seu principal parceiro criativo, o compositor Juliano Tchula. A faixa foi escolhida por Henrique & Juliano que, na mesma época, foram convidados por Marília para cantar em "Impasse".

## Lançamento e recepção
"Flor e o Beija-Flor" foi lançada como single do álbum Novas Histórias em 2015, com produção musical de Eduardo Pepato e direção de Fernando Trevisan.
A música foi um sucesso comercial e, além de se tornar um dos maiores sucessos da carreira de Henrique & Juliano, também se tornou a música que projetou Marília Mendonça nacionalmente ainda em 2015. Em novembro de 2021, o vídeo da música tinha mais de 500 milhões de visualizações no YouTube. Foi a 27ª música brasileira mais tocada nas rádios em 2016.
Em 2016, a faixa fez parte da trilha-sonora da novela Carinha de Anjo, exibida pelo Sistema Brasileiro de Televisão (SBT).
Em novembro de 2021, Henrique & Juliano cantaram "Flor e o Beija-Flor" no velório de Marília Mendonça no Goiânia Arena.
Em julho de 2023, a Som Livre lançou um single póstumo da versão solo da canção, gravada por Marília Mendonça durante a live Todos os Cantos de Casa, em maio de 2020, para o projeto póstumo Manuscritos da Rainha, produção seguinte ao álbum Decretos Reais.